# Seznam křížových cest ve Zlínském kraji
Seznam křížových cest ve Zlínském kraji obsahuje Křížové cesty dochované i zaniklé. Seznam je řazen podle umístění a nemusí být úplný.

## Seznam
| Křížová cesta              | Fotografie | Galerie                                                                     | Maximální nadmořská výška (m n. m.) | Délka (km) | Rok        | Okres            | Souřadnice                       |
| -------------------------- | ---------- | --------------------------------------------------------------------------- | ----------------------------------- | ---------- | ---------- | ---------------- | -------------------------------- |
| Bojatín                    |            |                                                                             | 490                                 |            | 2011       | Zlín             | 49°11′6″ s. š., 17°55′24″ v. d.  |
| Brumov-Bylnice             |            |                                                                             | 405                                 |            | 1997       | Zlín             | 49°4′54″ s. š., 18°0′32″ v. d.   |
| Hostišová                  |            |                                                                             | 325                                 |            | 2009       | Zlín             | 49°15′27″ s. š., 17°35′23″ v. d. |
| Hostýn (Stará cesta)       |            | Kategorie „Stará křížová cesta (Hostýn)“ na Wikimedia Commons               | 715                                 |            | 1900       | Kroměříž         | 49°22′43″ s. š., 17°42′ v. d.    |
| Hostýn (Jurkovičova cesta) |            | Kategorie „Jurkovičova křížová cesta“ na Wikimedia Commons                  | 715                                 |            | 1903-1933  | Kroměříž         | 49°22′40″ s. š., 17°42′6″ v. d.  |
| Kašava                     |            | Kategorie „Stations of the cross in Kašava“ na Wikimedia Commons            | 420                                 |            |            | Zlín             | 49°17′53″ s. š., 17°47′35″ v. d. |
| Kostelec u Zlína (†)       |            |                                                                             | 300                                 |            |            | Zlín             | 49°15′13″ s. š., 17°42′9″ v. d.  |
| Kroměříž                   |            | Kategorie „Stations of the Cross in Kroměříž cemetery“ na Wikimedia Commons | 200                                 |            | 1762; 1999 | Kroměříž         | 49°17′7″ s. š., 17°23′9″ v. d.   |
| Kvasice                    |            |                                                                             | 248                                 |            | 1775       | Kroměříž         | 49°13′52″ s. š., 17°28′22″ v. d. |
| Lešná (†)                  |            |                                                                             | 315                                 |            | 1750-1759  | Vsetín           | 49°30′54″ s. š., 17°56′9″ v. d.  |
| Malenisko                  |            | Kategorie „Stations of the Cross in Malenisko“ na Wikimedia Commons         | 460                                 |            | 1918       | Zlín             | 49°9′ s. š., 17°44′53″ v. d.     |
| Ořechov                    |            | Kategorie „Stations of the Cross in Ořechov“ na Wikimedia Commons           | 300                                 |            | 2008       | Uherské Hradiště | 49°1′49″ s. š., 17°18′38″ v. d.  |
| Šarovy                     |            | Kategorie „Stations of the Cross in Šarovy“ na Wikimedia Commons            | 325                                 |            | 2008       | Zlín             | 49°8′46″ s. š., 17°35′57″ v. d.  |
| Velíková                   |            |                                                                             | 435                                 |            | 2005       | Zlín             | 49°17′14″ s. š., 17°45′55″ v. d. |